# Kecamatan Sawahan (distrikt i Indonesien, lat -7,27, long 112,72)
Kecamatan Sawahan är ett distrikt i Indonesien.   Det ligger i provinsen Jawa Timur, i den västra delen av landet, 700 km öster om huvudstaden Jakarta.